# Dromos

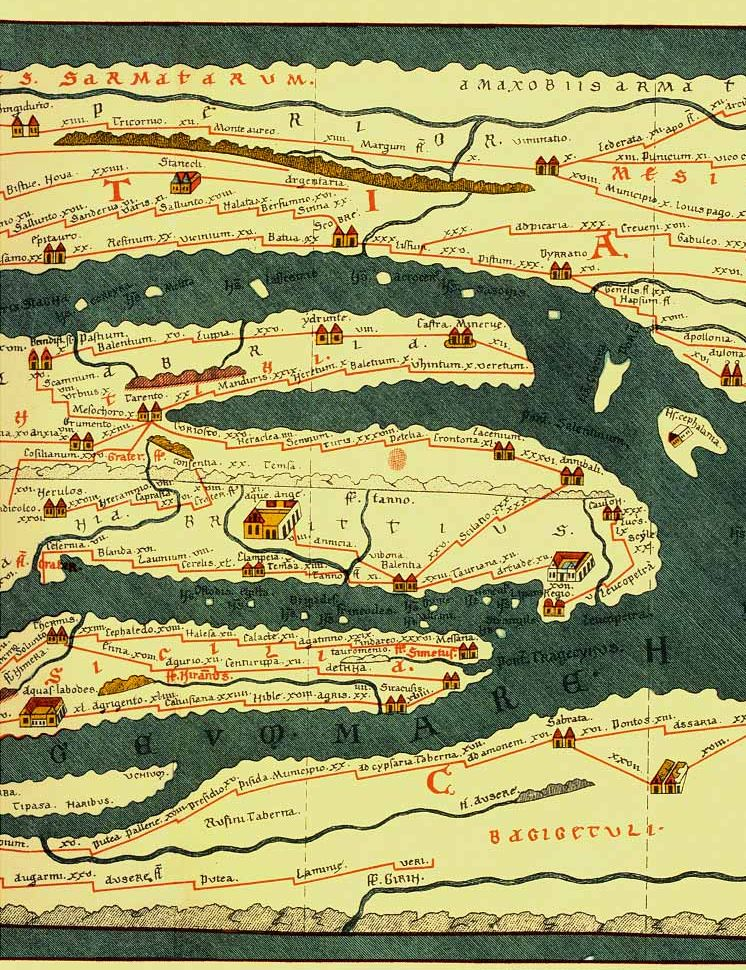
Peutingerova mapa (část) s vyznačením obchodních cest a stanic

Dromos (lat. cursus publicus) je označení pro systém dopravy osob a nákladů v Římské a později Byzantské říši, zdokonalený císařem Diokleciánem. Systém se opíral především o soustavu silnic, na nichž byly v pravidelných vzdálenostech (cca 75 – 100 km) vybudovány přepřažní stanice (stathmoi či mansiones), které sloužily oprávněným osobám k výměně koní a povozů; také zde mohli přespat či se najíst. Na hlavních trasách se pak mezi těmito stanicemi nacházely menší stanice, které využívali kurýři rychlé pošty (oxys dromos). Služeb této pošty mohli využít pouze členové císařské rodiny a nejvyšší státní úředníci, případně vysocí církevní hodnostáři při cestách na synody či koncily. Ke každé této cestě bylo potřeba obdržet v císařské kanceláři písemné povolení (diploma).